# Miss Mato Grosso 2021
O Miss Mato Grosso 2021 foi a 61ª edição do tradicional concurso de beleza feminina de Miss Mato Grosso, válido para o certame nacional de Miss Brasil 2021, único caminho para o Miss Universo.
A vencedora foi a Miss Cuiabá Gabriela Sousa Guimarães. A Miss Rondonópolis, Geniffer Ossuna, ficou na segunda posição, e a Miss do Distrito de Vila Operária, Ianca Carvalho, terminou na terceira colocação.